# باول هاريس (موظف مدني)
باول هاريس (بالإنجليزية: Paul Harris)‏ هو موظف مدني نيوزيلندي، ولد في 16 يوليو 1946.